# Nana Torp
Nana Torp (født 24. april 1979) er illustrator og filminstruktør.
Dansk filminstruktør og illustrator, uddannet ved Kunstakademiets Designskole i 2008, med speciale i animation. Siden har hun haft eget firma, med fokus på den håndbyggede animations teknik Stopmotion, animerede dokumentar film og digitale explainere. Debuterede som forfatter i 2010 med udgivelsen af børnebogen Knaspers Fest. Nana Torp er mor til to børn.

## Forfatter og illustrator
- Knaspers fest (Alvilda 2010)
- Manden der målte tiden (Carlsen 2012)
- Lømlernes kat (Carlsen 2014)
- Filmhåndbogen (Carlsen 2015)
- Stopmotion Lab (Gyldendal 2018)

## Illustrator
- Fuglepigen Vega (Carlsen 2009)
- Fuglepigen Vega - rejser ud i verden (Carlsen 2010)
- Kasper og klokken (Carlsen 2009)
- Fuglepigen Vega – rejser ud i verden (Carlsen 2010)
- Vi går med røde sokker (Carlsen 2011)
- Hele verden sygner (Carlsen 2011)
- Tandfeen Tanja fra Mælketanderup (2016)
- Zombien Zom - Zom skal i skole (2017)
- Zombien Zom - Find den røde dæmon (2017)
- Zombien Zom - Pas på solen (2018)

## Kunstner
- Kierkegaard // Korridor (2013)
- Madonna - HCØ hus  (2015)
- The Black Book (work in progress)
- En god gave?! (2024)

## Eksterne Links
Nana Torps hjemmeside